# Xanthopimpla scamba
Xanthopimpla scamba är en stekelart som beskrevs av Henry Keith Townes, Jr. och Chiu 1970. Xanthopimpla scamba ingår i släktet Xanthopimpla och familjen brokparasitsteklar. Utöver nominatformen finns också underarten X. s. astricta.